# Оголе-черби
Оголе-черби, Оголай-черби, Угэлэ-черби, Тукули-чэрби — монгольский военачальник из рода арулат, один из сподвижников Чингисхана, черби — управляющий делами государства, командир ханской гвардии-кешика. Его старший (по другой версии — двоюродный) брат Боорчу также служил Чингису и возглавлял войско Правой руки. 
Оголе оказался на службе у Чингисхана ещё в бытность того молодым нойоном Тэмуджином. Основав собственный улус и занявшись распределением должностей, Тэмуджин поручил нескольким своим нукерам, в том числе Оголе, «носить колчаны его»; иначе говоря, Тэмуджином было создано специальное подразделение стрелков, в обязанность которых входила охрана своего повелителя.
В 1204 году, готовясь к войне с племенем найманов, Тэмуджин провёл масштабную реорганизацию войска и управления улусом. Была введена должность черби — смотрящего за хозяйством улуса, на которую Тэмуджин назначил шесть человек, включая Оголе. Кроме того, Оголе-черби по общему совету с другим сподвижником Тэмуджина, Худус-Халчаном, поручили управлять семьюдесятью турхаудами — дневными стражами хана. В дальнейшем, уже после образования Монгольской империи, прежний отряд турхаудов Оголе-черби был пополнен до тысячи. 